# 鈴木主税
鈴木 主税（すずき ちから、1934年12月14日 - 2009年10月25日）は、日本の翻訳家。翻訳グループ「牧人舎」主宰。妻は翻訳家の野中邦子。

## 生涯
東京都生まれ。至誠堂の編集者をつとめた後、翻訳家に。歴史、経済学、経営学、国際問題など人文・社会科学分野の翻訳を数多く手がけた。
ウィリアム・マンチェスター『栄光と夢』で1978年度日本翻訳出版文化賞を受賞。

## 著書

### 単著
- 『私の翻訳談義』（河出書房新社） 1995、のち朝日新聞社、朝日文庫］ 2000
- 『職業としての翻訳』（毎日新聞社） 2001

### 編著
- 『私の翻訳図書館』（河出書房新社） 1996

## 翻訳
- 『動物の館』(ジェラルド・ダレル、至誠堂） 1968
- 『白人よ聞け』(リチャード・ライト、海保眞夫共訳、小川出版） 1969
- 『ビジネスの魔術師たち』(ハル・ヒグドン、産業能率短期大学出版部） 1970
- 『ニガーよ死ね! 政治的自伝』(ラップ・ブラウン、合同出版） 1970
- 『黒豹党 クリーヴァーは語る』(リー・ロックウッド、合同出版） 1970
- 『虚業家マッコール』（キャメロン・ホーリィ、産業能率短期大学出版部） 1970
- 『大いなる海へ シベリヤ鉄道建設史』（ハーモン・タッパー、フジ出版社） 1971
- 『革命ノート』（ジュリアス・レスター、合同出版） 1971
- 『人間の崩壊 - ベトナム米兵の証言』（マーク・レーン、合同出版） 1971
- 『ソルダッド・ブラザー 獄中からの手紙』（ジョージ・ジャクソン、草思社） 1972
- 『ロックジャイアンツ』（P・リヴェリ, R・レヴィン編、吉岡晶子共訳、合同出版） 1972
- 『わが魂を聖地に埋めよ - アメリカ・インディアン闘争史』（ティー・ブラウン、草思社） 1972
- 『テト攻勢』（ドン・オーバードーファー、草思社） 1973
- 『ぼくらを撃つな! かつて若かった父へ』（J・アンソニー・ルーカス、草思社） 1974
- 『鉄の棺 Uボート死闘の記録』（H・ヴェルナー、フジ出版社） 1974
- 『繁栄の終り』（ポール・R&アン・H・エーリック、草思社） 1975
- 『征服されざる人びと 酋長オセオーラとセミノール・インディアン』（ウィリアム&エレン・ハートレー、現代史出版会） 1975
- 『栄光と夢 - アメリカ現代史』（ウィリアム・マンチェスター、草思社） 1976 - 1978
- 『日よけ帽とピンクのタイツ 西部を拓いた女たち』(ディー・ブラウン、草思社） 1976
- 『マゼラン 初めての世界周航』(イアン・カメロン、草思社） 1978.10
- 『空が墜ちてくる』(アーサー・ワインガーテン、集英社） 1979.8
- 『聞け、あの淋しい汽笛の音を 大陸横断鉄道物語』(ディー・ブラウン、草思社） 1980.7
- 『映画がつくったアメリカ』(ロバート・スクラー、平凡社） 1980、のち改題『アメリカ映画の文化史』（講談社学術文庫）
- 『友軍の砲撃』上・下（C・D・B・ブライアン、常盤新平共訳、草思社） 1981
- 『最後の戦記 癌と闘った家族の1500日』(コーネリアス&キャスリン・モーガン・ライアン、文藝春秋） 1982.2
- 『ヘンリー・フォンダ マイ・ライフ』（ハワード・タイクマン、文藝春秋） 1982.12、のち文庫
- 『クルップの歴史 1587 - 1968』（ウィリアム・マンチェスター、フジ出版社） 1982
- 『レオナルド・ダ・ヴィンチ』（ロバート・ペイン、草思社） 1982
- 『大リーグおもしろコラム』(ロジャー・エンジェル、集英社） 1984.8
- 『大リーグおどろきコラム サインは今夜もホームラン』（ロジャー・エンジェル、集英社） 1984.8
- 『ミシア ベル・エポックのミューズと呼ばれた女』（アーサー・ゴールド, ロバート・フィッツデイル、草思社） 1985
- 『世界史大年表 - トピックス&エピソード』（J・トレーガー、平凡社） 1985
- 『ダグラス・マッカーサー』（マンチェスター、高山圭共訳、河出書房新社） 1985
- 『海と海をつなぐ道 - パナマ運河建設史』（デーヴィッド・マカルー、フジ出版社） 1986
- 『自画像の中の画家たち』（ジョーン・キネアー編、川上邦子共訳、美術公論社） 1986
- 『手仕事の道具百科』（ダイアグラム・グループ編、吉岡晶子共訳、草思社） 1986
- 『チップに組み込め! マイクロエレクトロニクス革命をもたらした男たち』（T・R・リード、石川渉共訳、草思社） 1986
- 『パリをとり返せ』上・下（ラリー・コリンズ、集英社文庫） 1986.4
- 『名編集者パーキンズ - 作家の才能を引きだす』（A・スコット・バーグ、草思社） 1987、のち文庫
- 『戦争の起源 - 石器時代からアレクサンドロスにいたる戦争の古代史』（アーサー・フェリル、石原正毅共訳、河出書房新社） 1988、のちちくま学芸文庫 2018
- 『ビッグ・ボーイズ - アメリカのトップ経済人は何を考えているか』（ラルフ・ネイダー, ウィリアム・テイラー、文藝春秋） 1988
- 『大発見 - 未知に挑んだ人間の歴史』（ダニエル・ブアスティン、野中邦子共訳、集英社） 1988
- 『地図を作った人びと - 古代から現代にいたる地図製作の偉大な物語』（ジョン・ノーブル・ウィルフォード、河出書房新社） 1988
- 『世界経済が破綻する時 - 破局の中での投資法』（J・D・デヴィッドソン, W・リーズ・モッグ、草思社） 1988
- 『大国の興亡 - 1500年から2000年までの経済の変遷と軍事闘争』（ポール・ケネディ、草思社） 1988
- 『1990年大恐慌を生き残る 財産と投資をいかに守るか』（ラビ・バトラ、光文社） 1989.3
- 『Yen! - 円がドルを支配する日』（ダニエル・バースタイン、草思社） 1989
- 『レナード・バーンスタイン』（ジョーン・パイザー、文藝春秋） 1990.7
- 『自然の終焉 - 環境破壊の現在と近未来』（ビル・マッキベン、河出書房新社） 1990
- 『GM帝国の崩壊』（マリアン・ケラー、草思社） 1990
- 『ケネディ家の人びと』（ピーター・コリヤー, デヴィッド・ホロウィッツ、草思社） 1990
- 『日はまた沈む - ジャパン・パワーの限界』（ビル・エモット、草思社） 1990
- 『In our time - 写真集マグナムの40年』（ウィリアム・マンチェスター（英語版）, ジャン・ラクチュール, フレッド・リッチン（英語版）、文藝春秋） 1990
- 『シュワルツコフ正伝』(クラウディオ・ガッティ, ロジャー・コーエン、ダイヤモンド社） 1991.8
- 『大発見』全5巻（ブアスティン、野中邦子共訳、集英社文庫） 1991
- 『GM帝国に立ち向かった男 ロス・ペロー』(ドロン・レヴィン、ダイヤモンド社） 1991.1
- 『サダムの戦争』(ジョン・ブロック, ハーヴェイ・モリス、草思社） 1991.3
- 『ユーロクエイク - 「ヨーロッパ合州国」の誕生から新しい世界秩序へ』（ダニエル・バースタイン、三田出版会） 1991
- 『大国の復活 「偉大なアメリカ」のための条件と日本』（ジョン・チャンセラー、角川書店） 1991.5
- 『湾岸戦争』（トマス・B・アレンほか、角川書店） 1991.9
- 『来るべき黄金時代 日本復活への条件』（ビル・エモット、草思社） 1992.9
- 『ウォール街から来た男』（デビッド・A・バイス, スティーブ・コル、日本経済新聞社） 1992.1
- 『太平洋の悪夢 日本に再び原爆が投下される日』（サイモン・ウィンチェスター、飛鳥新社） 1992.8
- 『真珠湾最後の真実』（ヘンリー・クラウゼン, ブルース・リー、飛鳥新社） 1992.12
- 『貿易は国を滅ぼす』（ラビ・バトラ、光文社） 1993.12
- 『ヘルムート・コール - 伝記と証言』（ヴェルナー・フィルマー, ヘルベリト・シュヴァン、ダイヤモンド社） 1993
- 『21世紀の難問に備えて』（ポール・ケネディ、草思社） 1993
- 『日米株式会社 - 対立の時代から共生の時代へ』（バースタイン、三田出版会） 1993
- 『マン・レイ』（ニール・ボールドウィン、草思社） 1993
- 『拝復・石原慎太郎殿』（レオン・アンダーソン、飛鳥新社） 1993.4
- 『アウト・オブ・コントロール - 世界は混乱へ向かう!』（ズビグニュー・ブレジンスキー、草思社） 1994
- 『激突 - トヨタ、GM、VWの熾烈な闘い』（マリアン・ケラー、草思社） 1994
- 『デミングで甦ったアメリカ企業』（アンドレア・ガボール、草思社） 1994
- 『なぜ、ナチスは原爆製造に失敗したか - 連合国が最も恐れた男・天才ハイゼンベルクの闘い』（トマス・パワーズ、福武書店） 1994、のち福武文庫 1995
- 『国境なき医師団は見た 国際紛争の内実』(国境なき医師団編、日本経済新聞社） 1994.10
- 『バルタサル・グラシアンの成功の哲学 人生を磨く永遠の知恵』(クリストファー・モーラー編、ダイヤモンド社） 1994.5
- 『「大リーガー」はスパイだった - モー・バーグの謎の生涯』（ニコラス・ダウィドフ、平凡社） 1995
- 『帝王の誕生 - マイクロソフト最高経営責任者の軌跡』（ステファン・メイン, ポール・アンドルー、三田出版会） 1995、のち改題『帝王ビル・ゲイツの誕生』（中公文庫）
- 『第二次世界大戦はこうして始まった』（ドナルド・キャメロン・ワット、河出書房新社） 1995
- 『マイ・アメリカン・ジャーニー - コリン・パウエル自伝』（コリン・パウエル、角川書店） 1995、のち文庫 2001
- 『人間らしい死にかた 人生の最終章を考える』(シャーウィン・B・ヌーランド、河出書房新社） 1995、のち文庫
- 『ディジタル・ウォーズ』（バースタイン, デヴィット・クライン、三田出版会） 1996
- 『官僚の大罪』（ビル・エモット、草思社） 1996
- 『賢明な企業 - 環境サバイバルで発展した10社』（フランシス・マキナニー, ショーン・ホワイト、NTT出版） 1996
- 『カー・ウォーズ - 自動車産業をめぐる勝者と敗者の物語』（ジョナサン・マントル、三田出版会） 1996
- 『お金とひとの物語』（タッド・クロフォード、時事通信社） 1997.7
- 『ジハード対マックワールド - 市民社会の夢は終わったのか』（ベンジャミン・バーバー、三田出版会） 1997
- 『ドードーの歌 - 美しい世界の島々からの警鐘』（デイヴィッド・クォメン、河出書房新社） 1997
- 『官僚国家の崩壊』（ジョン・ラルストン・ソウル、ベネッセコーポレーション） 1997
- 『アリ王国の愉快な冒険』(エリック・ホイト、角川春樹事務所） 1997.9
- 『アインシュタイン 天才が歩んだ愛すべき人生』（デニス・ブライアン、三田出版会） 1998.4
- 『勇気 獄中からの手紙』(魏京生、集英社） 1998.2
- 『身体の知恵』（シャーウィン・B・ヌーランド、河出書房新社） 1998
- 『デス・ゾーン8848M エヴェレスト大量遭難の真実』（アナトリ・ブクレーエフ, G・ウェストン・デウォルト、角川書店） 1998.8
- 『世界戦争事典』（ジョージ・C・コーン、河出書房新社） 1998
- 『知の鎖国 - 外国人を排除する日本の知識人産業』（アイヴァン・ホール、毎日新聞社） 1998
- 『文明の衝突』（サミュエル・P・ハンティントン、集英社） 1998、のち文庫
- 『米中奔流』（ジェームズ・マン、共同通信社） 1999
- 『セックスと嘘と大統領』(デヴィッド・マラニス、人類文化社・桜桃書房） 1999.3
- 『権力に翻弄されないための48の法則』(ロバート・グリーン, ユースト・エルファーズ、角川書店） 1999、のち文庫
- 『怒れ! 日本の中流階級』（カレル・ヴァン・ウォルフレン、毎日新聞社） 1999
- 『ジョーダン』(デイヴィッド・ハルバースタム、集英社） 1999.6
- 『シン・レッド・ライン』（ジェームズ・ジョーンズ、角川文庫） 1999.2
- 『九つの決断 いま求められている「リーダーシップ」とは』（マイケル・ユシーム、光文社） 1999.2
- 『バイテク・センチュリー - 遺伝子が人類、そして世界を改造する』（ジェレミー・リフキン、集英社） 1999
- 『博士と狂人 - 世界最高の辞書OEDの誕生秘話』（サイモン・ウィンチェスター、早川書房） 1999、のち文庫
- 『キッシンジャー「最高機密」会話録』（ウィリアム・バー編、浅岡政子共訳、毎日新聞社） 1999
- 『野生の心、野生への旅』(デイヴィッド・クォメン、藤田真利子共訳、河出書房新社） 1999.4
- 『文明の衝突と21世紀の日本』（ハンティントン、集英社新書） 2000年
- 『アメリカ帝国への報復』（チャルマーズ・ジョンソン、集英社） 2000
- 『「大崩壊」の時代 - 人間の本質と社会秩序の再構築』（フランシス・フクヤマ、早川書房） 2000
- 『バーチャル国家の時代 - 21世紀における富とパワー』（リチャード・ローズクランス、日本経済新聞社） 2000
- 『人間を幸福にしない日本というシステム』新訳決定版（ウォルフレン、新潮OH!文庫） 2000.10
- 『海の歌 人と魚の物語』(カール・サフィナ、共同通信社） 2001.3
- 『ロンドン』(エドワード・ラザファード、桃井緑美子共訳、集英社） 2001.8
- 『父さんのからだを返して 父親を骨格標本にされたエスキモーの少年』（ケン・ハーパー、小田切勝子共訳、早川書房） 2001.8
- 『リーディング・ザ・レボリューション』（ゲイリー・ハメル、福嶋俊造共訳、日本経済新聞社） 2001
- 『シベリアの旅』（コリン・サブロン、小田切勝子共訳、共同通信社） 2001.11
- 『なぜこの店で買ってしまうのか - ショッピングの科学』（パコ・アンダーヒル、早川書房） 2001
- 『大企業の絶滅 - 経営責任者たちの敗北の歴史』（ロバート・ソーベル、ピアソン・エデュケーション） 2001
- 『グローバル・リテラシー - 世界のCEO75人が語る新時代に勝ち残る発想』（ロバート・ローゼン、光文社） 2001
- 『ゴールド - 金と人間の文明史』（ピーター・バーンスタイン、日本経済新聞社） 2001、のち文庫
- 『世界企業のカリスマたち - CEOの未来戦略』（ジェフリー・ガーテン、日本経済新聞社、日経ビジネス人文庫） 2001
- 『ビンラディン - アメリカに宣戦布告した男』（ヨセフ・ボダンスキー、毎日新聞社） 2001
- 『オルフェウス・プロセス - 指揮者のいないオーケストラに学ぶマルチ・リーダーシップ・マネジメント』（ハーヴェイ・セイフター, ピーター・エコノミー、角川書店） 2002
- 『ジャッキー、エセル、ジョーン - ケネディ家に嫁いだ女たち』（J・ランディ・タラボレッリ、集英社） 2002
- 『ワイルド・ブルー』（スティーヴン・E・アンブローズ、アスペクト） 2002.6
- 『ウォーター - 世界水戦争』（マルク・ド・ヴィリエ、佐々木ナンシー, 秀岡尚子共訳、共同通信社） 2002
- 『世界を不幸にしたグローバリズムの正体』（ジョセフ・E・スティグリッツ、徳間書店） 2002
- 『毒味役』(ピーター・エルブリング、早川書房） 2002.8
- 『発想する会社! - 世界最高のデザイン・ファームIDEOに学ぶイノベーションの技法』（トム・ケリー, ジョナサン・リットマン、秀岡尚子共訳、早川書房） 2002
- 『ミイラはなぜ魅力的か 最前線の研究者たちが明かす人間の本質』(ヘザー・プリングル、東郷えりか共訳、早川書房） 2002.5
- 『ビジネス・シンク 仕事で成功する人の8つのルール』（デイヴ・マーカム, スティーヴ・スミス, マハン・カルサー、日本経済新聞社） 2002、のち文庫
- 『「水」戦争の世紀』（モード・バーロウ, トニー・クラーク、集英社新書） 2003
- 『ならずもの国家アメリカ』（クライド・プレストウィッツ、村上博美監訳、講談社） 2003
- 『人間が幸福になる経済とは何か - 世界が90年代の失敗から学んだこと』（スティグリッツ、徳間書店） 2003
- 『メディア・コントロール - 正義なき民主主義と国際社会』（ノーム・チョムスキー、集英社新書） 2003
- 『ファイアハウス』（デーヴィド・ハルバースタム、集英社） 2003
- 『20世紀の教訓から21世紀が見えてくる』（ビル・エモット、草思社） 2003
- 『ヒトラーとスターリン - 対比列伝』（アラン・ブロック、草思社） 2003、のち文庫
- 『難破船バタヴィア号の惨劇』(マイク・ダッシュ、アスペクト） 2003.12
- 『バリューシフト - 企業倫理の新時代』（リン・シャープ・ペイン、塩原通緒共訳、毎日新聞社） 2004
- 『テロリスト・ハンター』（著者匿名、中島由華共訳、アスペクト） 2004.5
- 『分断されるアメリカ』（ハンティントン、集英社） 2004、のち文庫
- 『予防戦争という論理 - アメリカはなぜテロとの戦いで苦戦するのか』（ベンジャミン・バーバー、浅岡政子共訳、阪急コミュニケーションズ） 2004
- 『羅針盤の謎 - 世界を変えた偉大な発明とその壮大な歴史』（アミール・D・アクゼル、角川書店） 2004
- 『なぜ人はショッピングモールが大好きなのか ショッピングの科学ふたたび』(パコ・アンダーヒル、早川書房） 2004.5
- 『CEOアカデミー - 最高の経営者たちが教える企業経営の極意』（ケアリー / マリー・キャロライン・フォン・ヴァイクス、桃井緑美子共訳、日本経済新聞社） 2004
- 『覇権か、生存か - アメリカの世界戦略と人類の未来』（チョムスキー、集英社新書） 2004
- 『アレクサンドロス大王 その戦略と戦術』（パーサ・ボース、東郷えりか共訳、集英社） 2004.1
- 『グローバリゼーションを擁護する』（ジャグディッシュ・バグワティ、桃井緑美子共訳、日本経済新聞社） 2005
- 『ノルマンディー上陸作戦』（チャールズ・メッセンジャー、浅岡政子共訳、河出書房新社） 2005.5
- 『貧困の終焉 2025年までに世界を変える』（ジェフリー・サックス、野中邦子共訳、早川書房） 2006.4
- 『イノベーションの達人! 発想する会社をつくる10の人材』（トム・ケリー, ジョナサン・リットマン、早川書房） 2006.6
- 『オサマ・ビン・ラディン発言』（ブルース・ローレンス編、中島由華共訳、河出書房新社） 2006.8
- 『大空襲と原爆は本当に必要だったのか』（A・C・グレイリング、浅岡政子共訳、河出書房新社） 2007.2
- 『ベルリンの壁の物語』（クリストファー・ヒルトン、原書房） 2007.4
- 『なぜ真のリーダーがいないのか 伝説の経営者が語るトップの条件』（リー・アイアコッカ、ダイヤモンド社） 2007
- 『破綻するアメリカ壊れゆく世界』（ノーム・チョムスキー、浅岡政子共訳、集英社） 2008.12